# The Amazons (groupe)
Pour les articles homonymes, voir Amazons.
The Amazons est un groupe rock britannique originaire de Reading (Berkshire), formé en 2014. Le premier album du groupe est classé à la huitième place dans les charts britanniques. 

## Biographie
Défendus par BBC Music, le groupe passe sur les radios britanniques et remporte même une place sur la scène des nouveaux talents au Reading and Leeds Festivals en 2015.

## Récompenses
Le groupe a été nommé groupe à écouter en 2017 par NME, The Independent et BBC Radio. Il a été inclus respectivement dans les listes longues de Brand New for 2017 et Sound of 2017 de MTV et de la BBC.

## Membres
The Amazons comprend 4 membres :
- Matt Thomson - chant, guitare
- Chris Aldertonn - guitare
- Elliot Briggs - basse
- Joe Emmett - batterie

## Galerie

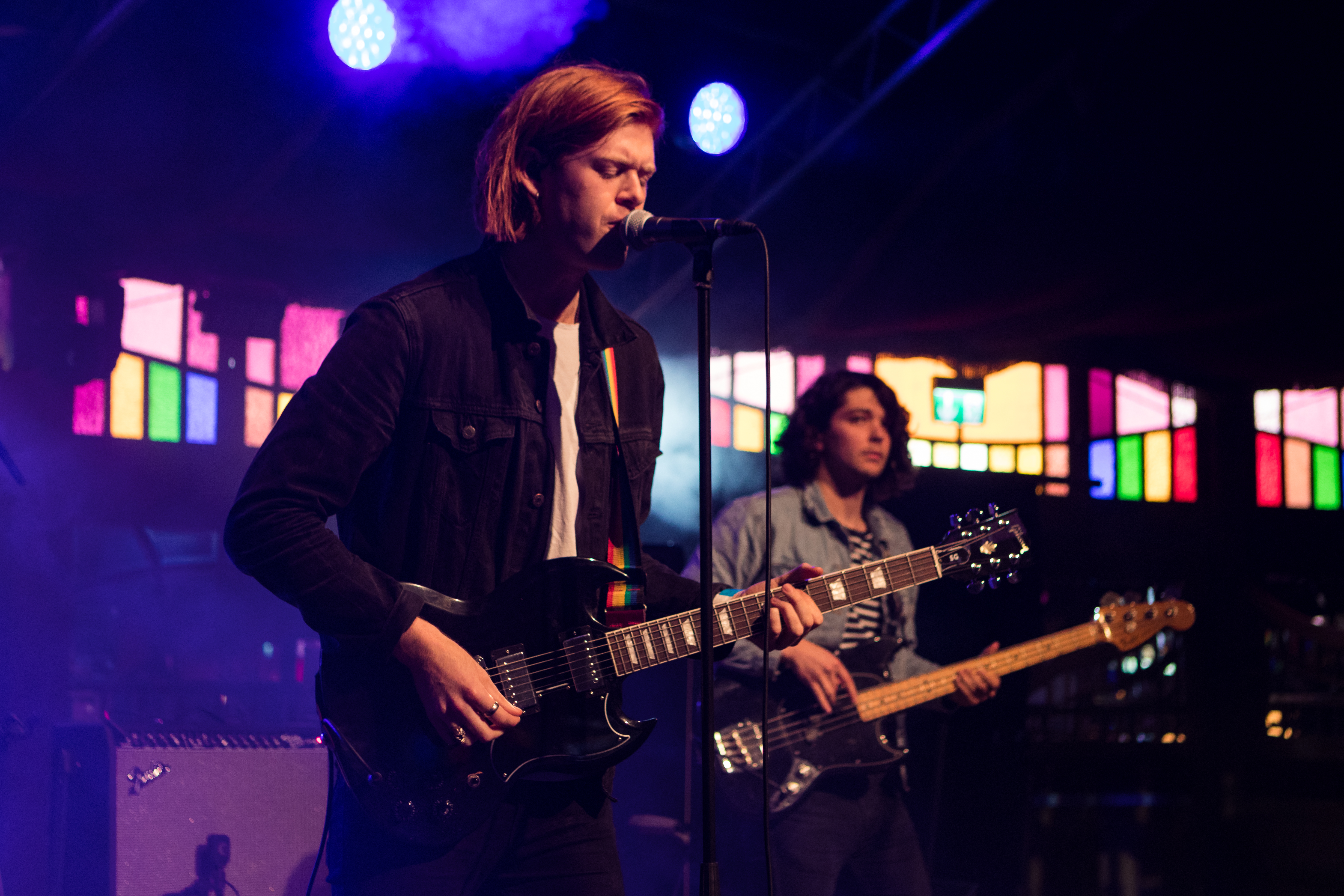
Haldern Pop Festival 2017
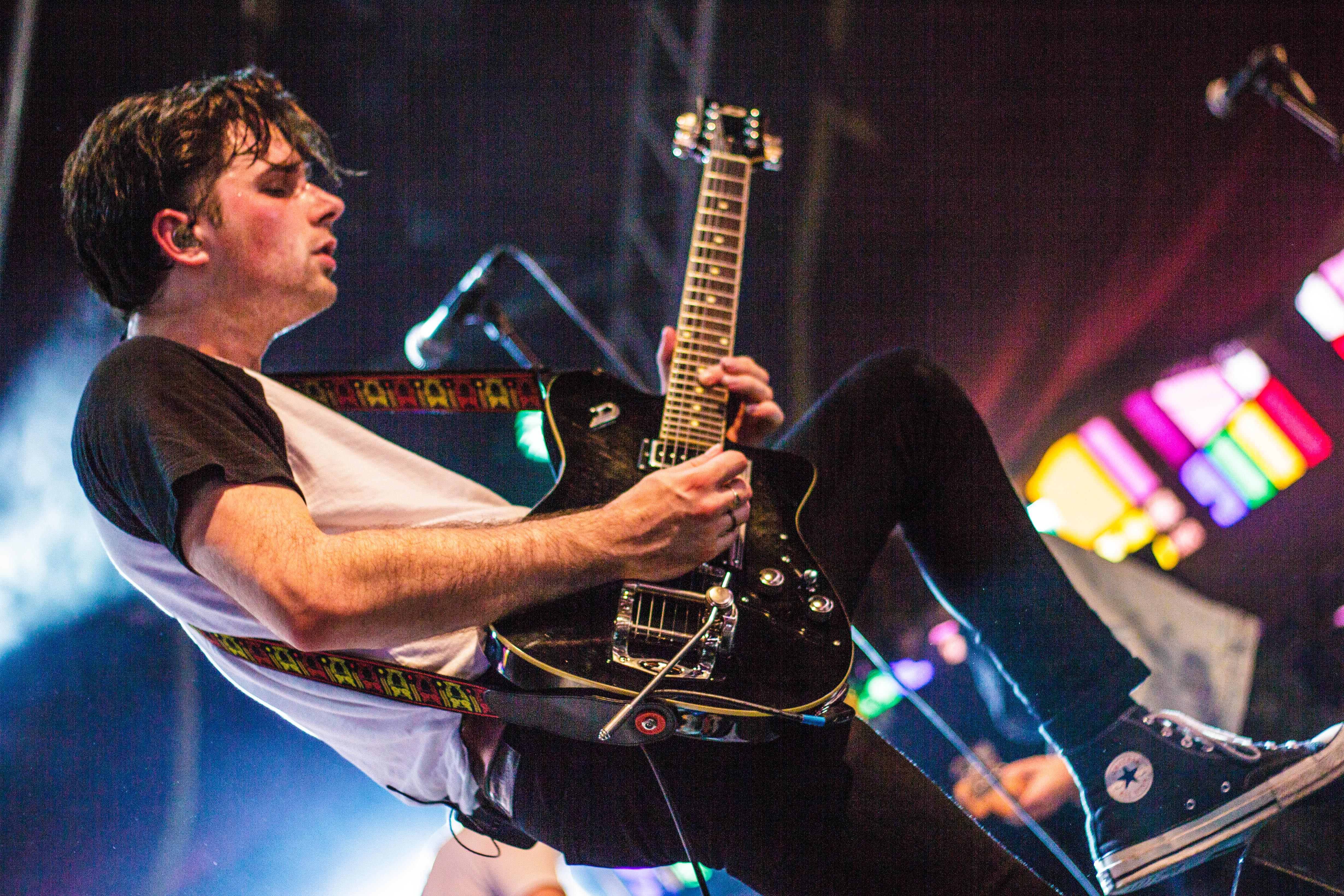
Haldern Pop Festival 2017
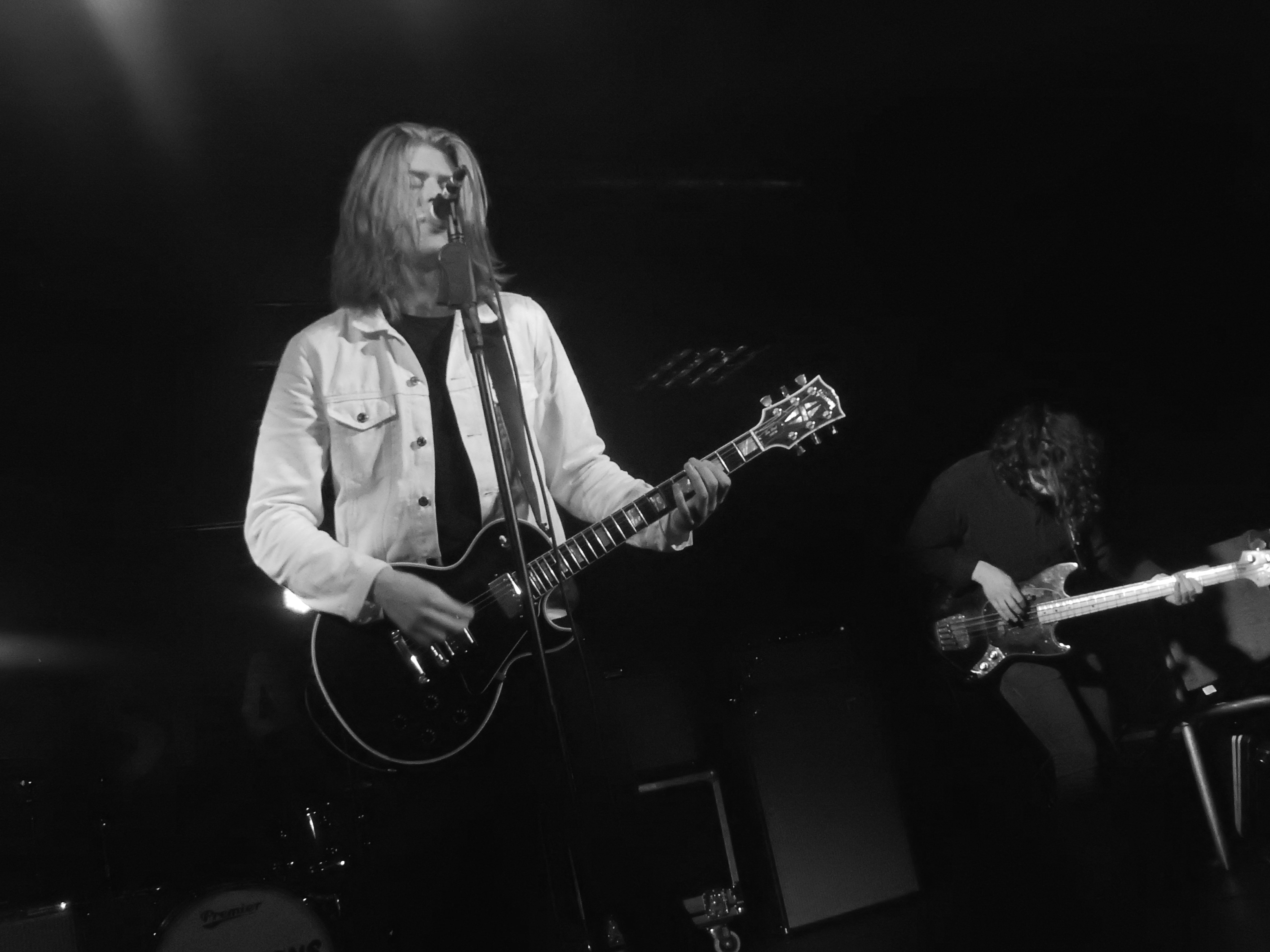
Kingston